# 波利諾山
波利諾斷層塊（義大利語：Massiccio del Pollino）座落於意大利南部卡拉布里亞和巴西利卡塔的邊界上，是亞平寧山脈南部的一座山塊。它於1992年被納入波利諾國家公園。主峰包括波利諾山（2,248 米）和俯瞰錫巴里平原的最高點塞拉多爾切多姆（2,267 米）。

## 地質
波利諾斷層塊由石灰岩形成，是該段山脈最高的地方。石灰岩因侵蝕作用形成了許多石洞，其中不少如羅米托石窟裡面藏有舊石器時代岩刻。 這個情況在卡拉布里亞側更加常見。石灰岩中亦形成了不少峽谷，如拉格內洛河流經造成的峽谷。

## 生態環境
波利諾斷層塊孕育着多種動植物。森林以栗樹，山毛櫸樹和稀有及代表着國家公園的波斯尼亞松為主，尤其覆蓋着最高的山峰。動物物種則包括意大利狼，鵰鴞， 西方狍和罕見的金雕。

## 外部連結
- Viaggiare nel pollino住宿、步行、嚮導和遠足資料
- Progetto Pollino （页面存档备份，存于） 水池和氣候分析
- Peakbagger上的“意大利Serra Dolcedorme” （页面存档备份，存于）